# Escargotières de Tunisie

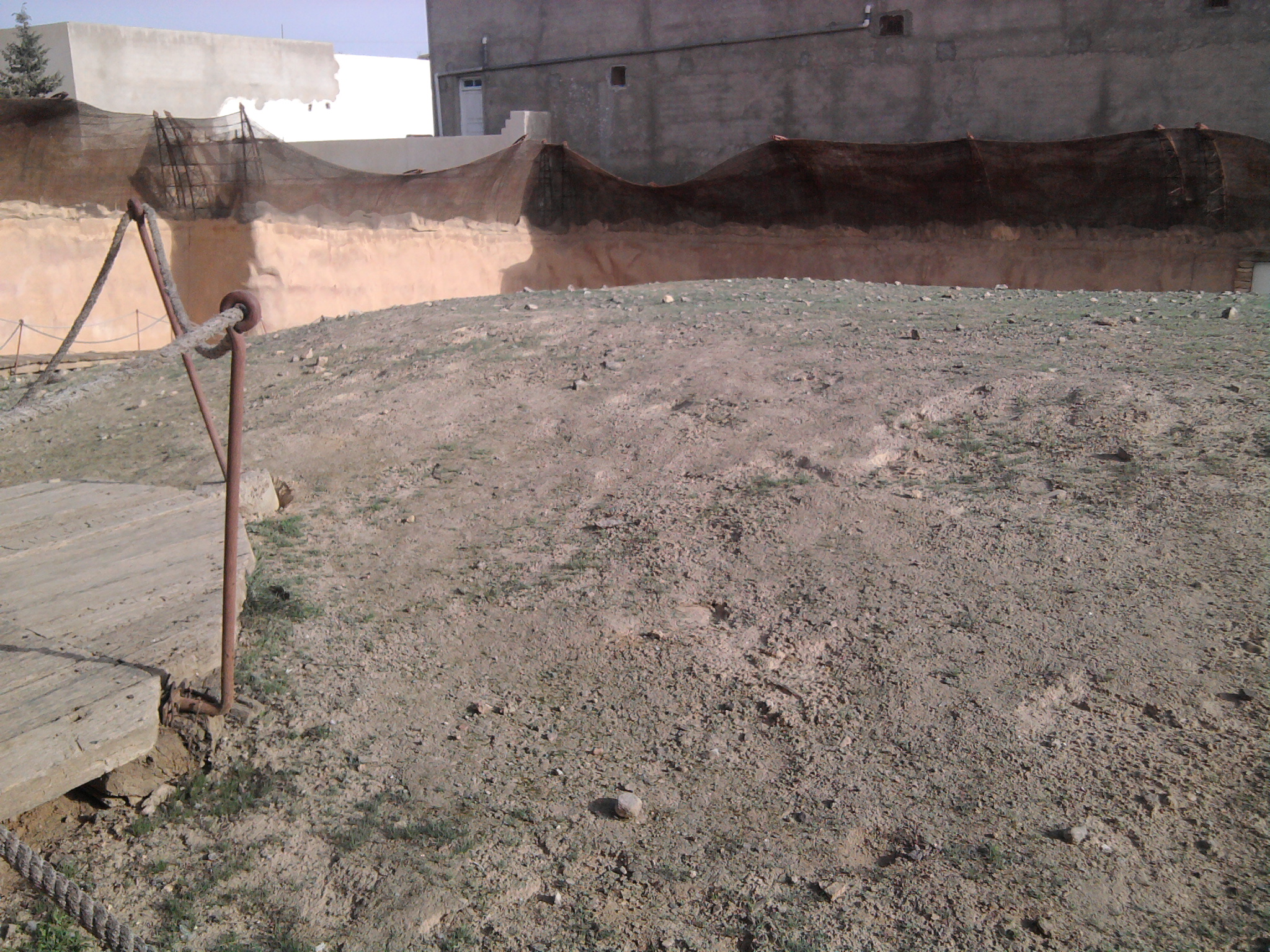
Escargotière à Gafsa.

Les escargotières de Tunisie (arabe : رمادية) sont essentiellement des monticules artificiels dont l'altitude ne dépasse pas les dix mètres. Leurs dimensions peuvent atteindre cinquante mètres de large et 150 mètres de long.
L'escargotière est constituée d'une accumulation de cendres, d'outils, d'ossements humains et animaux et surtout d'une grande quantité de coquilles d'escargots, d'où leur nom. Ces amas représentent les vestiges d'une présence humaine, sous la forme de campements ou de villages. 
En Tunisie, on les retrouve principalement dans le sud du pays : la plus importante est située en plein air au centre de la ville de Gafsa, une autre se trouvant dans un abri sous roche dans la région d'Oum El Araies. Une cendrière a également été retrouvée au nord dans la région de Makthar, sur le site de Doukanet El Khoutifa dans les environs de Kef El Guéria.